# Монстр (сингл)
Монстр — перший сингл українського гурту «Друга Ріка» із сьомого студійного альбому «Піраміда», що вийшов 27 грудня 2016 року. Реліз відбувся на ресурсах Google Play та iTunes. Через місяць після релізу було представлено музичне відео на цю композицію на офіційному YouTube каналі гурту.

## Про сингл
Як зазначили музиканти гурту:
|  | «Монстр» — це пісня про уявного друга, який є у кожної людини. Він з'являється в дитинстві, спочатку живе під ліжком, потім перебирається з нами на нові квартири і часто не залишає до самої смерті. І якщо в дитинстві монстр іноді здається нам кошмарним, з віком усвідомлюєш — буває, що за непривабливою зовнішністю ховаються світло і добро. |

Валерій Харчишин, лідер гурту «Друга Ріка», розповів, що після того як із композицією «Монстр» ознайомились його рідні та близькі, він почав отримувати цілі серії дитячих малюнків, створених під враженнями від пісні. Саме тому співаку прийшла ідея започаткувати цілий конкурс для творчої малечі, взяти участь у якому мали нагоду абсолютно усі охочі. Завантажити монстрів-конкурсантів потрібно було на офіційну сторінку гурту в одній із соціальних мереж, а після завершення конкурсу за мотивами кращих робіт було створено колекцію фірмових листівок музичної команди.

## Музичне відео
Над створенням відео працювала компанія «Manifest Production», відома своєю співпрацею із такими виконавцями як «СКАЙ», «Антитіла», Анастасія Приходько, Ярмак та ін. За режисуру відповідали Дмитро Маніфест та Дмитро Шмурак.

## Список композицій
| #  | Назва    | Тривалість |
| -- | -------- | ---------- |
| 1. | «Монстр» | 3:46       |

## Учасники запису
- Валерій Харчишин — вокал
- Олександр Барановський — гітара
- Дорошенко Олексій — ударні
- Біліченко Сергій — гітара
- Сергій Гера (Шура) — клавішні
- Андрій Лавриненко — бас-гітара

## Чарти
| Чарт (2017)                                                                 | Позиція |
| --------------------------------------------------------------------------- | ------- |
| Ukraine Top 40 [Архівовано 29 січня 2018 у Wayback Machine.]                | 16      |
| Top City & Country Radio Hits [Архівовано 1 лютого 2018 у Wayback Machine.] | 21      |